# Kommunale Wasserwerke Leipzig
Die Kommunalen Wasserwerke Leipzig (Leipziger Wasserwerke) sind ein Wasserversorgungsunternehmen in der Region Mitteldeutschland. Sie sind Teil der Leipziger Versorgungs- und Verkehrsgesellschaft, die des Weiteren die Leipziger Stadtwerke und die Leipziger Verkehrsbetriebe beinhaltet. Die Kommunalen Wasserwerke Leipzig sind im Eigentum der Stadt Leipzig (74,65 %) und des Zweckverbandes für Wasserversorgung und Abwasserbeseitigung Leipzig-Land (25,35 %). Sie nehmen die Trinkwasserver- und Abwasserentsorgung für Leipzig und die Region wahr.

## Geschichte

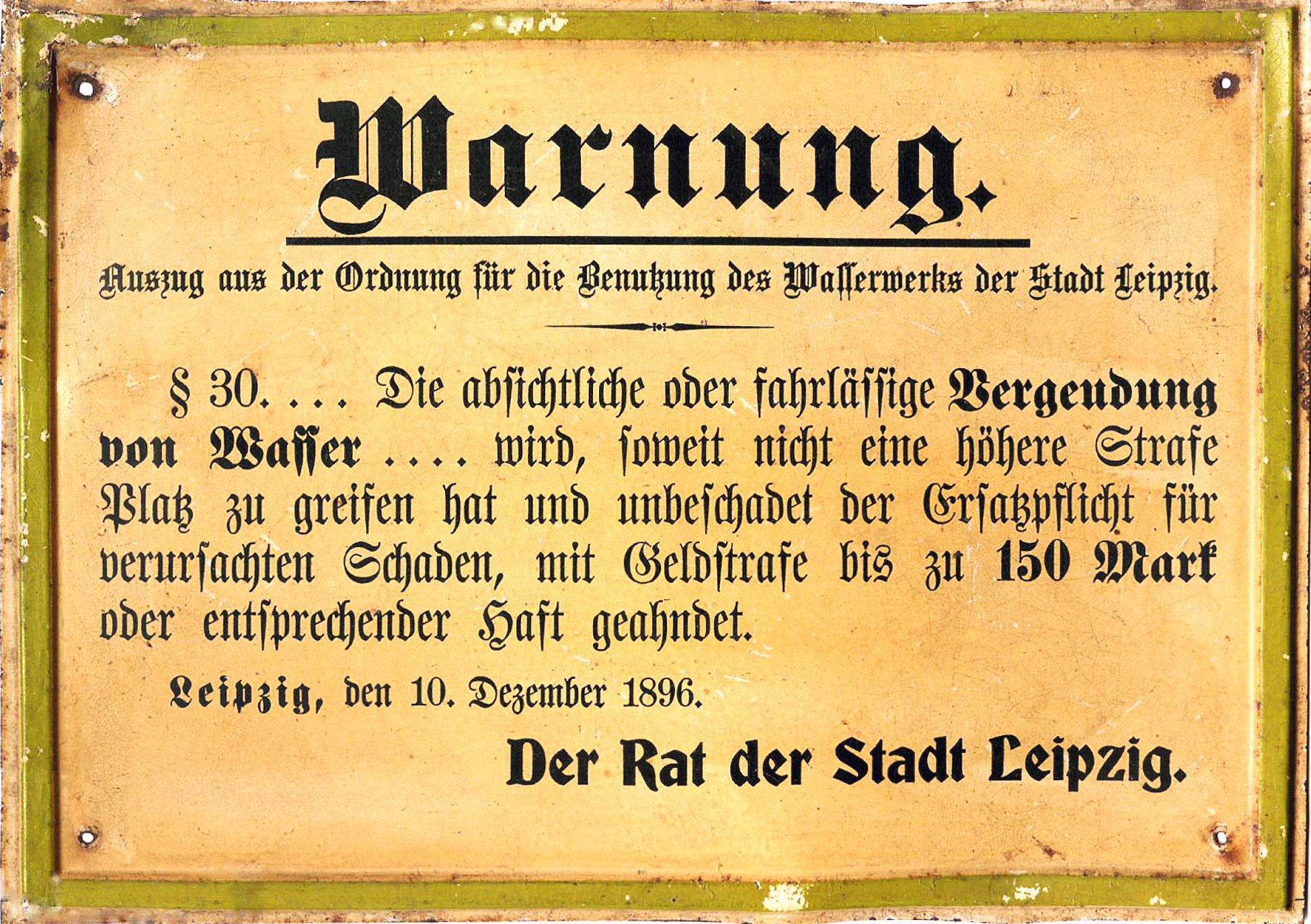
Warnschild gegen Wasserverschwendung

Noch bis zum Jahre 1866 erfolgte die Wasserversorgung der Stadt Leipzig aus dem Pleißemühlgraben. Die mittelalterlichen Wasserkünste pumpten das Flusswasser in die Stadtbrunnen. Durch Wasserkraft angetriebene hölzerne Pumpen förderten das Wasser in höher gelegene Vorratsbehälter, von denen es durch Leitungen zu den Abnehmern floss.

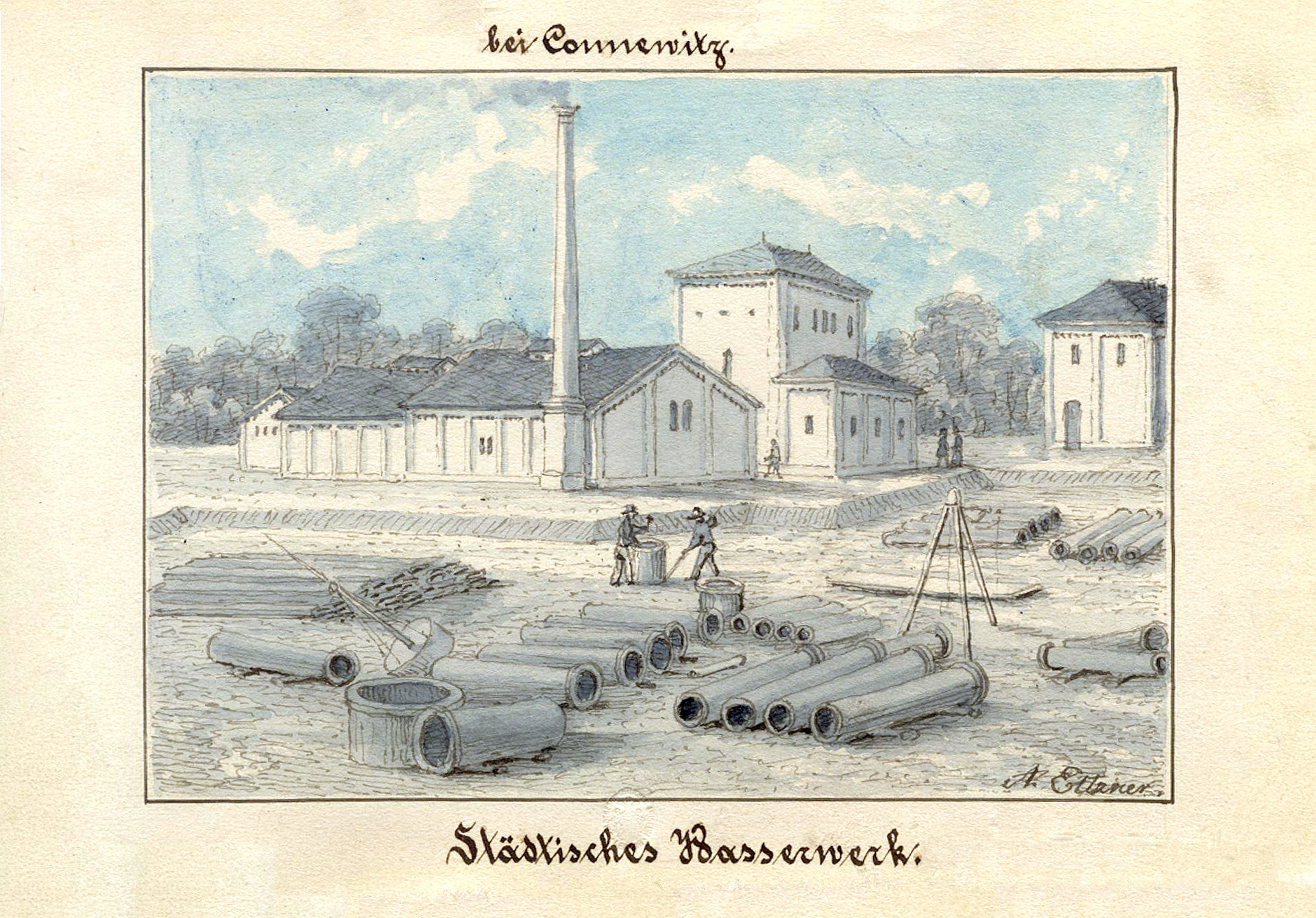
Wasserwerk Connewitz (1865)

Die durch die Industrialisierung bedingte steigende Wasserabnahme machte 1866 den Bau des Wasserwerks Connewitz erforderlich. Am westlichen Ende der Kaiserin-Augusta-Straße (heute Richard-Lehmann-Straße) wurde auf dem Gelände der späteren Stadtgärtnerei von englischen Ingenieuren das erste Grundwasserwerk der Stadt errichtet. Das Wasser, das aus einer Sickerwassergalerie auf den Bauernwiesen in der Pleißenaue gewonnen wurde, wurde zur 4.000 Kubikmeter fassenden Erdbehälteranlage Probstheida gefördert. Es speiste erstmals eine moderne Druckwasserversorgungsanlage. Mit dem Übergang zur Überlandversorgung ging das Wasserwerk Connewitz nach 1887 schrittweise außer Betrieb.
Nachdem der 1877 von der Stadt Leipzig beauftragte Wasserbauingenieur Adolf Thiem im Stadtgebiet keine Grundwasservorkommen in ausreichender Menge finden konnte, wurde er vom damaligen Leiter der Königlich-Sächsischen Geologischen Landesanstalt Hermann Credner nach Naunhof verwiesen. Dort sei „ein eiszeitliches Muldebett mit großen Grundwassermengen“ zu finden, „an deren Versiegen nicht zu denken ist.“ Nachdem Bohrungen die Wasservorkommen bestätigt hatten, wurde nach Thiems Planungen von 1882 bis 1887 das Wasserwerk Naunhof 1 errichtet. Dieses galt mit seiner 15 Kilometer langen Fernleitung nach Leipzig, als das damals größte und modernste Wasserwerk Europas. Zusätzlich ließ Thiem in Probstheida eine Enteisenungsanlage für das Naunhofer Wasser bauen. Das Wasserwerk übernahm mit einer Förderleistung von 30.000 Kubikmetern pro Tag die Versorgung der Stadt über eine Hochdruckwasserleitung. Um den weiteren Wasserbedarf zu decken, folgte 1896 westlich der Stadt Naunhof das Wasserwerk Naunhof 2 mit derselben Förderleistung.

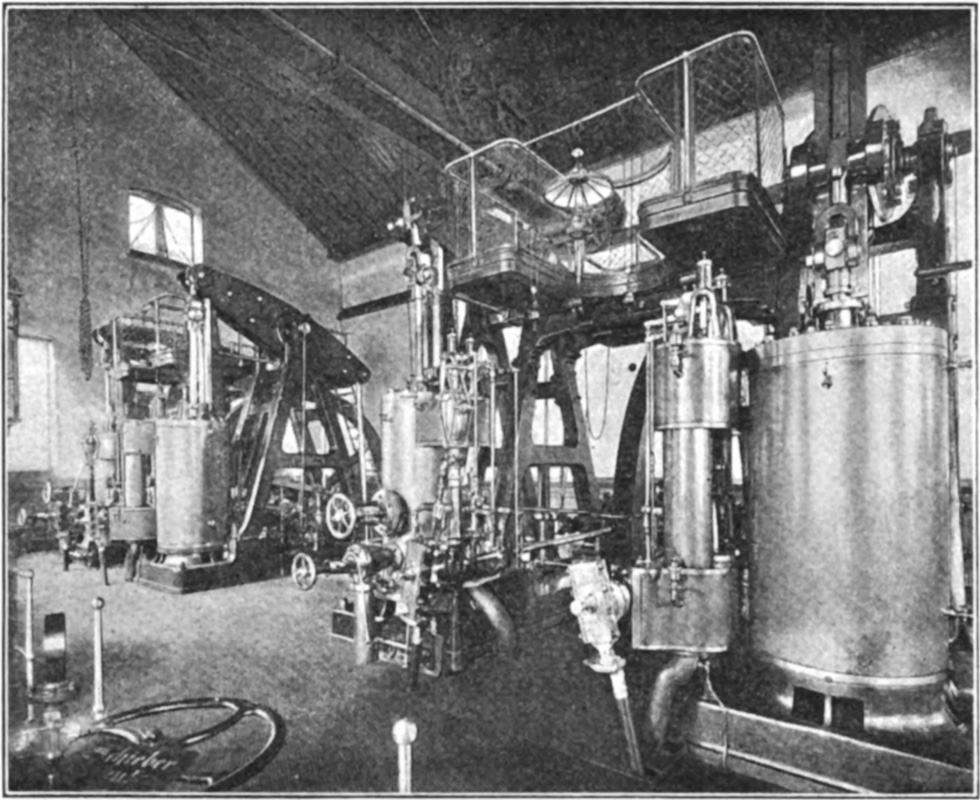
Pumpstation im Wasserwerk Naunhof I (1892)

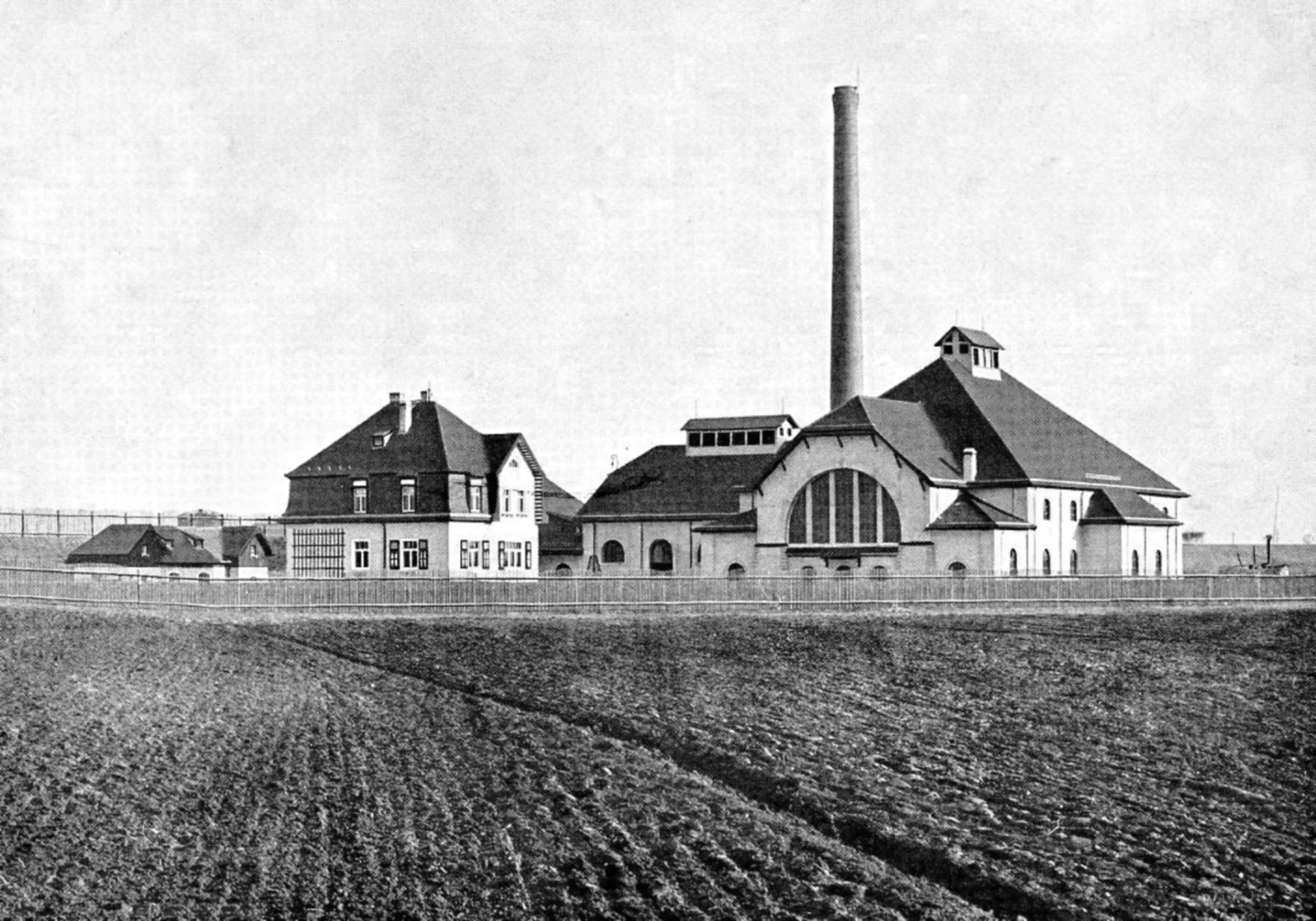
Wasserwerk Canitz nach seiner Fertigstellung (1912)

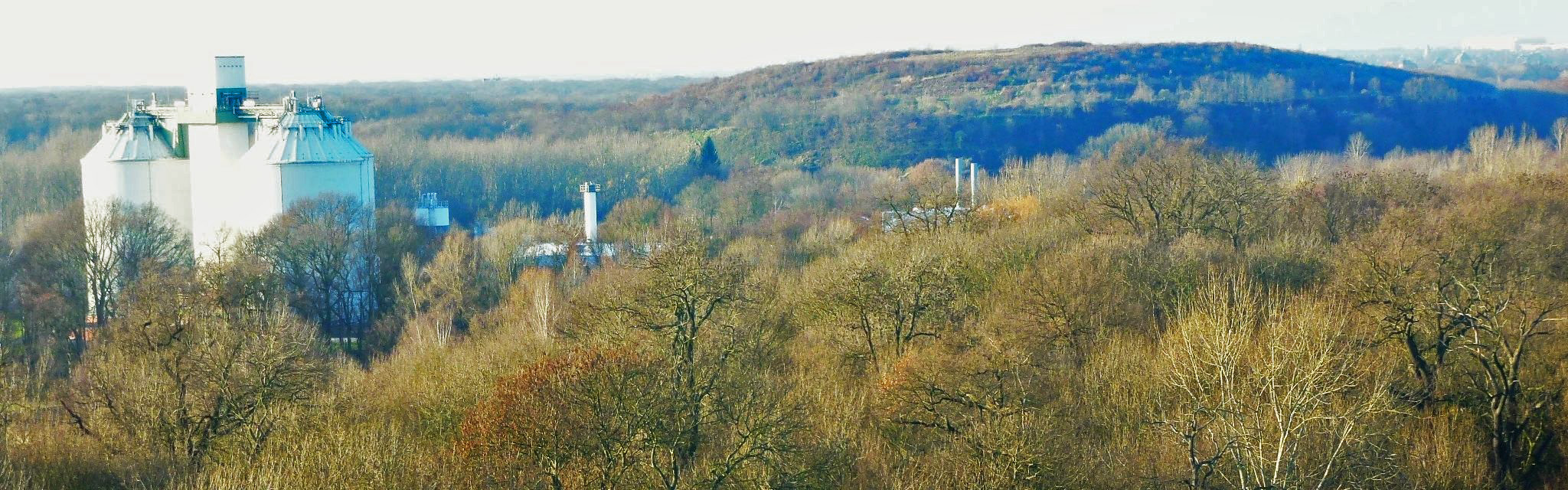
Klärwerk im Rosental, vom Turm auf dem Rosentalhügel aus gesehen

Zur Sicherung eines weiteren Trinkwasser-Förderstandortes erwarb der Rat der Stadt Leipzig nach umfangreichen hydrogeologischen Untersuchungen 1907 für 5 Mio. Mark das Gebiet in der Muldenaue zwischen Nischwitz und Wasewitz (Ortsteil von Thallwitz) einschließlich der Bauerngüter. Dort konnte 1912 das ebenfalls von Thiem geplante Wasserwerk Canitz seinen Betrieb aufnehmen, es ist bis heute das größte der Leipziger Wasserwerke. Das Wasser wird seit 1912 über eine 25 Kilometer lange Fernleitung bis nach Leipzig transportiert. Als letztes Großwasserwerk ging 1943 das Wasserwerk Thallwitz ans Netz.
1964 wurde der VEB Wasserversorgung und Abwasserbehandlung Leipzig (VEB WAB Leipzig) gegründet, der die Wasserversorgung in der Stadt Leipzig, dem Landkreis Leipzig und den Kreisen Delitzsch, Eilenburg, Wurzen, Torgau, Geithain, Grimma, Döbeln, Oschatz, Altenburg, Schmölln und Borna übernahm.
Nach der politischen Wende wurde der VEB WAB Leipzig in eine Kapitalgesellschaft umgewandelt, die 1990 gegründete Wasserversorgung und Abwasserbehandlung Leipzig GmbH. Am 1. März 1991 erfolgte die Gründung der Städtischen Wasserwerke Leipzig GmbH. Im Dezember desselben Jahres schlossen sich 49 Städte und Gemeinden des Landkreises Leipzig-Land zum Zweckverband für Wasserversorgung und Abwasserbeseitigung Leipzig-Land (ZV WALL) zusammen und übertrugen damit dem Verband sämtliche Rechte und Pflichten der Wasserversorgung und Abwasserbeseitigung. Im Zuge der Realteilung der Wasserversorgung und Abwasserbehandlung Leipzig GmbH wurden Anlagevermögen und Investitionen zum 1. Januar 1994 an die Städtischen Wasserwerke Leipzig übergeben. Mit Beschluss des Leipziger Stadtrates vom 15. September 1993 erfolgte am 14. Oktober 1994 die Umfirmierung in Kommunale Wasserwerke Leipzig GmbH. Gleichzeitig schloss der Zweckverband für Wasserversorgung und Abwasserbeseitigung Leipzig-Land mit den Kommunalen Wasserwerken Leipzig einen Betreibervertrag über Wasserver- und Abwasserentsorgung sowie Wartung, Erneuerung und Erweiterung der öffentlichen Anlagen des Zweckverbandes.
1994 wurde die Wassergut Canitz GmbH zur ökologischen Bewirtschaftung von landwirtschaftlichen Flächen im Trinkwassereinzugsgebiet als Tochterunternehmen gegründet. Als weitere Tochterunternehmen kamen 2000 die Sachsen Wasser GmbH und die Bau und Service Leipzig GmbH sowie 2004 die Sportbäder Leipzig GmbH und die Wasseraufbereitung Knautnaundorf GmbH hinzu. Die Sachsen Wasser GmbH und die Wasseraufbereitung Knautnaundorf GmbH gehören seit dem 1. Januar 2015 nicht mehr zum Portfolio der Wasserwerke.
Die Kommunalen Wasserwerke übernahmen 2008 die Versorgung der Gemeinde Wiedemar sowie 2010 die Abwasserentsorgung der Gemeinden Machern und Jesewitz.
Seit 1997 gehören die Kommunalen Wasserwerke Leipzig zur Holding Leipziger Versorgungs- und Verkehrsgesellschaft mbH.
Die Unternehmen der Leipziger Gruppe – Leipziger Stadtwerke, Verkehrsbetriebe, Wasserwerke und Sportbäder – treten seit dem 11. Januar 2016 unter der gemeinsamen Marke Leipziger auf, weshalb die KWL nach außen als Leipziger Wasserwerke auftreten.

## Unternehmen
Die Kommunalen Wasserwerke Leipzig betreiben heute die fünf Wasserwerke Naunhof 1 und 2, Wasserwerk Canitz, Thallwitz und Belgershain sowie die Wasserversorgungsanlage Probstheida. Im Geschäftsjahr 2018 versorgten die Wasserwerke 694.000 Einwohner im Raum Leipzig mit Trinkwasser. Die Rohrnetze weisen eine Länge von mehr als 3.400 Kilometer auf. Die Abwasserbehandlung erfolgt in 23 Kläranlagen, von denen die größte das Klärwerk Rosental ist.
Das Abwasser von rund 662.100 Einwohnern in Leipzig und der Region wurde 2018 von den Leipziger Wasserwerken behandelt. Die Kanalnetzlänge betrug 2018 rund 2.900 km. Insgesamt umfasst das Trink- und Abwassernetz der Kommunalen Wasserwerke Leipzig mit einer Vielzahl von Behälteranlagen, Pump- und Druckerhöhungsstationen eine Länge von über 6.400 km.
Unter dem Geschäftsführer Klaus Heininger hatten die Kommunalen Wasserwerke Leipzig hochriskante Finanzwetten mit der Schweizer Bank UBS durchgeführt. Hierbei entstand ein Verlust von 400 Millionen Euro, was im Zuge des KWL-Skandals in Zusammenhang mit schweren Bestechungen der damaligen Verantwortlichen bekannt geworden ist. Dieser Verlust wurde nun vom Londoner High Court of Justice entschieden. Dennoch müssen die Kommunalen Wasserwerke Leipzig der Bank eine Prämie von 28,1 Millionen US-Dollar sowie 3,3 Millionen Britische Pfund für die Rückabwicklung eines Geschäfts erstatten. Von einer weiteren 6,4-Millionen-Euro-Zahlung dürfen die Kommunalen Wasserwerke Leipzig unter anderem ein ihrem Ex-Geschäftsführer gezahltes Bestechungsgeld abziehen.

## Wassertürme in Leipzig

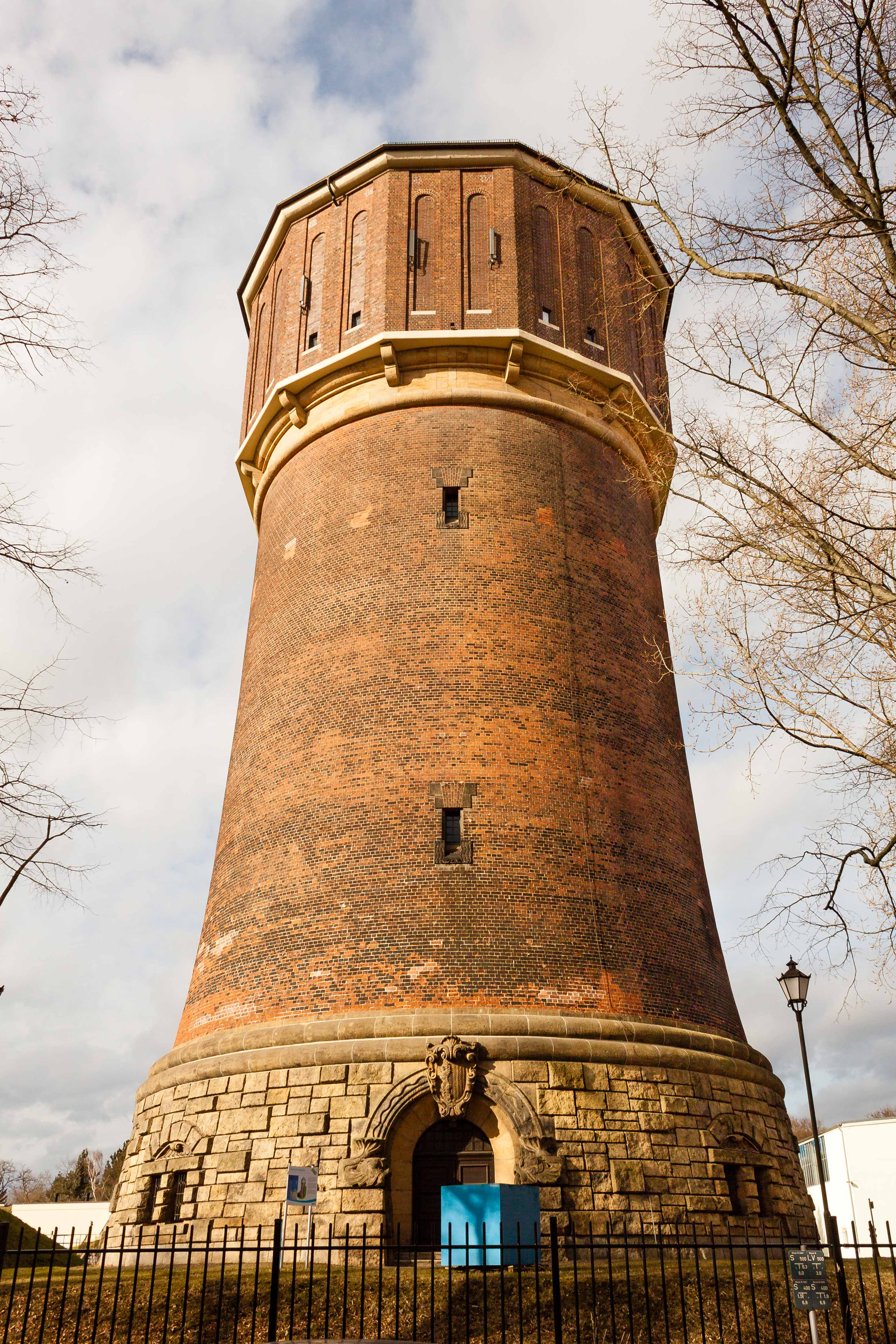
Wasserturm Probstheida

In Leipzig sind noch 15 der historischen Wassertürme erhalten geblieben. Neben der beeindruckenden Architektur haben sie die Funktion auf Grund ihrer Höhe ein künstliches Gefälle zu schaffen und damit für den notwendigen Druck im Leitungsnetz zu sorgen bzw. diesen konstant zu halten. Von den neun Wassertürmen, die den Wasserwerken in Leipzig und Umgebung gehören und die alle unter Denkmalschutz stehen, ist lediglich noch der Turm Zwenkau im aktiven Betrieb. Die anderen acht Wassertürme in Böhlitz-Ehrenberg, Borsdorf, Engelsdorf, Probstheida, Schkeuditz, Wahren und die beiden Zwillingstürme in Möckern (einer davon ist der erste und älteste Leipziger Wasserturm von 1897) wurden aus wirtschaftlichen Gründen außer Betrieb genommen.
Der am längsten betriebene Wasserturm Probstheida (seit 1907 in Betrieb) war mit rund 1.500 Kubikmetern Fassungsvermögen der größte unter Leipzigs oberirdischen Wasserspeichern. Er war bis zum Zweiten Weltkrieg über 65 m hoch (heute noch 53 m) und hat im Innern einen Wasserbehälter aus Stahl, welcher 11 m hoch ist und einen Durchmesser von 14,5 m hat.
Zur Stabilisierung der Wasserversorgung werden von den Leipziger Wasserwerken auch auf hoch gelegenen Geländebereichen unterirdische Zisternen als Hochbehälter betrieben, so z. B. seit 1958 der Hochbehälter auf dem Galgenberg bei Liebertwolkwitz und seit 1977 der Hochbehälter auf dem Schwarzen Berg bei Taucha.

## Ökologische Bewirtschaftung durch das Wassergut Canitz GmbH
Um die Grundwasserressourcen zu schützen, wurden rund um die Werke große Schutzgebiete ausgewiesen. Dort sind alle Aktivitäten, die das Grundwasser gefährden können, eingeschränkt oder verboten.
Ebenfalls zu diesem Zweck bewirtschaftet das Wassergut Canitz insgesamt 743 Hektar Fläche unter der Prämisse des ökologischen Landbaus. Das Gut erzeugt Bio-Produkte unter Verzicht auf chemisch-synthetische Dünge- und Pflanzenschutzmittel.
Seit Einführung der ökologischen Landwirtschaft Anfang der 1990er-Jahre konnte auf diese Weise der Nitratgehalt mit 25 Milligramm je Liter im Grundwasser deutlich unter den Grenzwert von 50 Milligramm je Liter gesenkt werden. Dadurch werden erhebliche energie- und kostenintensive Aufbereitungsverfahren eingespart. Eine vergleichbare Wasserqualität für Leipzig würde ohnedies etwa den siebenfachen Aufwand verursachen.
Und die ökologische Flächennutzung hat noch einen weiteren wünschenswerten Effekt: die Erhaltung der arten- und strukturreichen Landschaft. In der Canitzer Agrarflur sind inzwischen selten gewordene Arten wie das Rebhuhn wieder heimisch.

## Öffentliche Trinkbrunnen

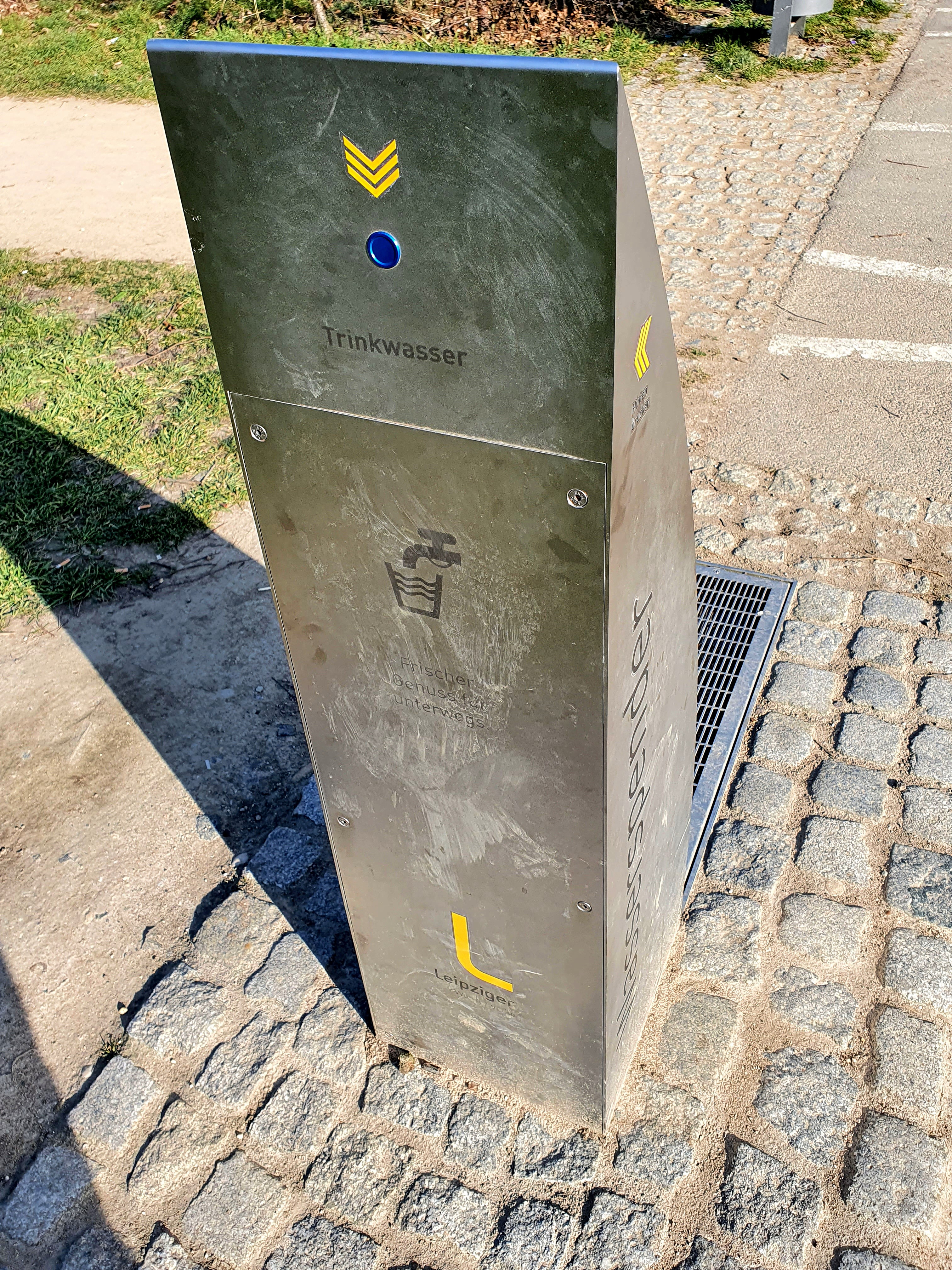
Beispiel eines Trinkbrunnens in Leipzig

Als städtisches Wasserversorgungsunternehmen betreiben die Leipziger Wasserwerke seit 1999 an zentralen Standorten im Stadtgebiet mehrere Trinkbrunnen, die direkt an das Leipziger Leitungsnetz angeschlossen sind und die Möglichkeit bieten, Einwohner und Bürger mit kostenlosem Trinkwasser zu versorgen (siehe auch Liste der Trinkbrunnen in Leipzig). Der älteste ist der sog. Wiener Brunnen in der Petersstraße, welcher ein Geschenk der Stadt Wien zur Umweltfachmesse Terra Tec 1999 war und vom österreichischen Bildhauer Hans Muhr geschaffen wurde. Die Trinkbrunnen sind meist mit einem Druckknopf versehen, worauf das Wasser nur bei Bedarf sprudelt. Dabei werden sie nur von Frühjahr bis Herbst betrieben, um ein Einfrieren in der kalten Jahreszeit zu verhindern.
Über ein Onlinevoting können neue Standorte vorgeschlagen und jährlich über zwei neue Standorte abgestimmt werden. Über eine kostenlose App „Trinkwasser unterwegs“, welche vom Fachverlag Wirtschafts- und Verlagsgesellschaft Gas und Wasser mbH (Bonn) bereitgestellt wird, kann der nächste Trinkbrunnen in Leipzig oder bundesweit gefunden werden.